# Alexis Piron
Alexis Piron (Dijon, 9 de julio de 1689 - París, 21 de enero de 1773) fue un poeta satírico, goguetero y dramaturgo francés.

## Biografía

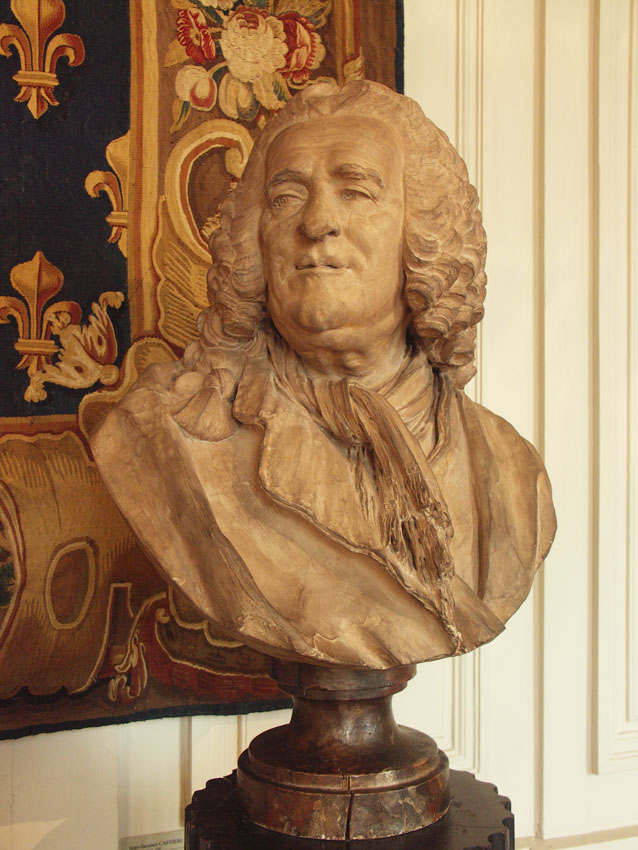
Busto de Alexis Piron por Jean-Jacques Caffieri. Dijon, Museo de Bellas Artes de Dijon.

Su padre fue el boticario Aimé Piron. Estudió con los jesuitas de Godrans en Dijon y Derecho en Besançon y trabajó brevemente como secretario de un banquero. En 1719, cuando contaba casi treinta años, marchó a París, donde sobrevivió como copista y autor de operetas cómicas; por accidente adquirió dinero y notoriedad cuando se exigió el cumplimiento de una orden del Consejo de 1718 que exigía no estrenar obras teatrales que no fueran unipersonales, esto es, interpretadas solo por un único actor, ley absurda que amenazaba con conducir a la ruina al teatro francés; Piron estrenó entonces un monólogo en tres actos, Arlequín Deucalión (1722), cuyo protagonista era el único hombre de la Tierra tras el diluvio; la obra obtuvo un éxito formidable y le granjeó ya para siempre la popularidad. 
Desde entonces, Piron, solo o en colaboración con Alain-René Lesage, produjo hasta 1732 veintiuna piezas teatrales, a menudo parodias de tragedias o de grandes óperas y con este género menor conoció también el éxito, aunque le reportara escaso dinero. En 1728 produjo Los hijos ingratos, conocido luego como La escuela de los padres, que se estrenó en la Comédie-Française. Intentó la tragedia en Callisthene (1730), Gustave Vasa (1733) y Fernand Cortes (1744), esta última sobre el conquistador español Hernán Cortés, pero ninguna de estas piezas tuvo éxito y Piron regresó a la comedia con La Metromanie (1738), en la que el héroe, Damis, adolece de versomanía. Se ganó la protección de madame Claudine Guérin de Tencin, cuyo salón frecuentaba, y en especial de Louis II Sanguin, marqués de Livry, mariscal de campo y luego teniente general, quien le concedió una pensión de mil libras y le dio alojamiento en su Château du Raincy, lugar donde había escrito su La Métromanie. Además perteneció a la célebre Société du Caveau, fundada por Crébillon hijo.
Sus amigos más íntimos de entonces eran la actriz Quinault y su amiga Marie Thérèse Quénaudon, conocida como mademoiselle de Bar. Esta dama era un poco mayor que Piron y no demasiado bonita, pero tras veinte años de amistad se casó con ella en 1741; sin embargo esta señora fue cayendo poco a poco en la locura y Piron la cuidó con devoción. En 1753 fue propuesto a miembro de la Academia francesa, pero sus enemigos pasaron una pornográfica Oda a Priapo escrita en sus primeros días a Luis XV para que este interpusiera su veto; lo lograron, pero los partidarios del poeta le obtuvieron al menos una pensión de Madame de Pompadour y en compensación fue elegido más tarde (1762) miembro de las Academia de las Ciencias, Artes y Bellas Letras de Dijon. 
Se le recuerda sobre todo como un gran autor de epigramas, género para el cual abundaba en ingenio; atacó sobre todo sin tregua ni piedad a Élie Fréron y a los habitantes de Beaune, a los que tenía de beocios para abajo. También hizo un epitafio burlesco de sí mismo, en el que se burla además de la Academia: "Ci-gît Piron, qui ne fut rien, / Pas même académicien" / "Aquí yace Piron, que no fue nada, / ni siquiera académico". Pasó sus últimos días convertido en un misántropo, aunque guardaba grandes y fieles amigos. Recibió la visita de Rousseau y falleció a los ochenta y cuatro años en 1773. Fue inhumado en la iglesia de san Roque (Saint-Roch) en París.
Piron publicó sus propias obras de teatro en 1758, y tras su muerte, su amigo y albacea literario Rigoley de Juvigny publicó sus Oeuvres completes. M. Bonhomme hizo una edición crítica en 1859, completada por sus Poésies choisies et pièces inédites en 1879.

## Obras
Sus Œuvres complètes ("Obras completas") fueron editadas en seis volúmenes en 1776 por Jean-Antoine Rigoley de Juvigny, de la Academia de Dijon.

### Teatro
Comédie-Française
- L’École des pères ou les Fils ingrats, comédie en 5 actes et en vers (1728)
- Callisthène, tragédie (1730)
- Gustave Wasa, tragédie (1733)
- L'Amant mystérieux, comédie en 3 actes et en vers (1734)
- Les Courses de Tempé, pastorale en un acte, musique de Jean-Philippe Rameau (1734)
- La Métromanie, comédie en 5 actes et en vers (7 juillet 1738)
- Fernand Cortez ou Montezume, tragédie (1744)

Comédie Italienne
- Les Enfants de la joie, comédie en un acte (28 novembre 1725)

Foires Saint-Germain et Saint-Laurent
- Arlequin Deucalion, monologue en trois actes (25 février 1722)
- L’Endriague, opéra comique en trois actes, musique de Jean-Philippe Rameau (3 février 1723)
- La Rose, ou les Fêtes de l’hymen, opéra-comique en 1 acte, en prose (1752)

### Poesía
- Ode à Priape, 1710
- Voyage de Piron à Beaune, 1717
- Poésies diverses, William Jackson, Londres, 1787
- Les Épîtres
- Odes, contes et poésies diverses
- Épigrammes